# Gamaches-en-Vexin
Gamaches-en-Vexin település Franciaországban, Eure megyében. Lakosainak száma 290 fő (2022. január 1.). Gamaches-en-Vexin Chauvincourt-Provemont, Sainte-Marie-de-Vatimesnil, Villers-en-Vexin és Vesly községekkel határos.

## Népesség
A település népességének változása:
| Lakosok száma | 306  | 296  | 313  | 319  | 319  | 308  | 291  | 285  | 281  | 290  |
|               | 1968 | 1982 | 1990 | 2006 | 2013 | 2015 | 2017 | 2019 | 2020 | 2022 |